# Sabine Engel
Sabine Engel (* 21. April 1954 in Prenzlau) ist eine ehemalige deutsche Diskuswerferin, die für die DDR startete.
1976 wurde sie Fünfte bei den Olympischen Spielen in Montreal, 1977 Dritte beim Leichtathletik-Weltcup in Düsseldorf und 1978 Vierte bei den Leichtathletik-Europameisterschaften in Prag.
1975 wurde sie DDR-Meisterin.
Sabine Engel startete für den SC Neubrandenburg.

## Persönliche Bestleistungen
- Kugelstoßen: 18,32 m, 28. Mai 1978, Neubrandenburg
- Diskuswurf: 68,92 m, 25. Juni 1977, Karl-Marx-Stadt